# AWE Productions
AWE Productions – amerykański producent gier komputerowych założony w 1992 z siedzibą w Weston w stanie Floryda. Jest odpowiedzialny za produkcję ponad 70 gier na kilka platform: PC, Wii, NDS, PlayStation 3, Xbox 360, Android i iOS.